# Železniško postajališče Nomenj
Železniško postajališče Nomenj je eno izmed železniških postajališč v Sloveniji, ki oskrbuje bližnje naselje Nomenj.